# Getter Robo G
Getter Robo G (яп. ゲッターロボG Гэтта Робо Дзи, Робот Геттер Джи) — японский аниме-сериал, выпущенный студией Toei Animation. Транслировался по телеканалу Fuji TV с 15 мая 1975 по 25 марта 1976 года. Всего выпущено 39 серий аниме. Это второй сериал франшизы Getter Robo. Сериал был лицензирован американской компанией Jim Terry Productions, а также был дублирован на итальянском языке и транслировался на территории Филиппин. По мотивам сериала были выпущены 2 полнометражных фильма с участием персонажей и сериалов Grendizer и Great Mazinger. В 90е вышла аудиодрама  продолжение под названием "Getter Robo VS Getter Robo G, в которой титульный мех сериала оказался захвачен, уцелевшими членами империи динозавров, зовущими себя кланом Тирю и был уничтожен в битве оригинальным Геттером.

## Сюжет
Действие происходит после событий Getter Robo. Империя динозавров полностью уничтожена, а Мусаси Томоэ умирает. Мир однако будет длится недолго. Главным героям угрожает демоническая империя «Пандемониум» — инопланетная цивилизация демоноподобных существ, которая намерена украсть «геттер-генератор», чтобы установить своё господство в галактике. Для этого доктор Саотомэ совершенствует Геттер-роботов, сделав их сильнее и быстрее, а также избирает Бэнкэя Куруду в качестве третьего пилота.
Демоническая империя использует так называемых они-роботов, с которыми предстоит сражаться геттер-роботам. Каждый они-робот похож на своего пилота и имеет то же название. Уничтожение рогов критически ослабляет они, если не уничтожает.

## Список персонажей
Хаято Дзин (яп. 神隼人) — имеет неплохой опыт в различных видах спорта. Управляет Геттером-2, его робот обладает повышенными физическими и скоростными свойствами. В английском переводе его имя Палладин Спенсер.
Сэйю: Китон Ямада
Мусаси Томоэ (яп. 巴武蔵) — мастер боевого искусства дзюдо, страдал ожирением. Пилотировал Геттера-3. Умирает к началу второго сериала, его заменяет Бэнкэй Курума.
Сэйю: Току Нисио
Профессор Саотомэ (яп. 早乙女博士 Саотомэ-хакасэ) — учёный, который создал всех геттеров. Во втором сезоне он создал более совершенных геттеров.
Сэйю: Косэй Томита
Император Бурай — император демонической империи, главный злодей сериала.
Генерал Хидлер — полевой командир Бурая с рогами на голове. Имеет внешнее сходство с Адольфом Гитлером.
Генерал Голлер — главный инженер и конструктор они-роботов.